# Lac Waskesiu
Le lac Waskesiu est un lac du parc national de Prince Albert, dans la Saskatchewan, au Canada.